# Джунгуркины
Джунгуркины (монг. жунгуркин) — одно из средневековых монгольских племён, вошедших в состав империи Чингисхана в начале XIII века. Представляют собой ответвление курлаутов.

## Этноним
В русском переводе Л. А. Хетагурова «Сборника летописей» этноним отражён в форме джунгуркин. В монгольском переводе Ц. Сүрэнхорлоо этноним отражён в форме жунгуркин, в английском переводе У. М. Такстона — в форме jongqorqin. В литературе также встречаются следующие формы этнонима: джутккукин, джутккуркин.
Возможно, название джунгуркин так же, как и этноним джунгар происходит от монгольского термина «зүүн гар» (левая рука, левое крыло войска).

## История

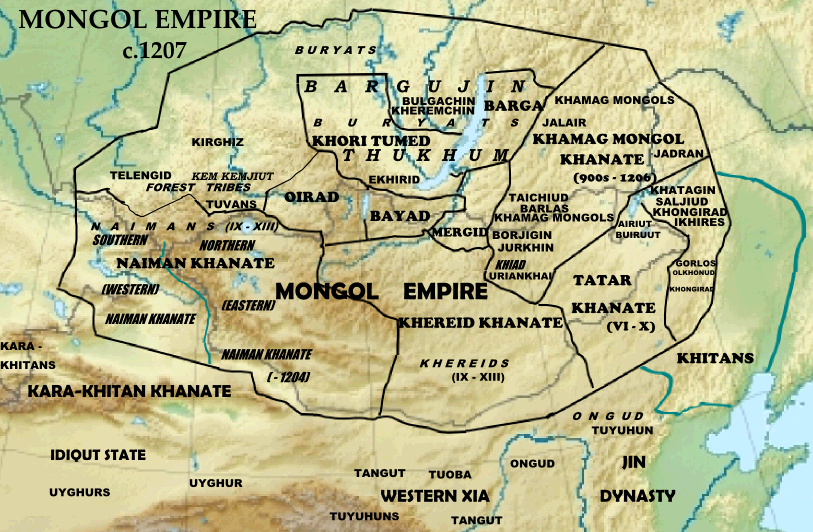
Монгольская империя в 1207 г.

Джунгуркины представляют собой ответвление племени курлаутов.
По сведениям из «Сборника летописей», курлауты близки таким племенам, как кунгират, элджигин и баргут. У этих племён одинаковая тамга. Союзные отношения между ними были скреплены межплеменными браками.
Племя курлаутов включало две ветви: джунгуркин и уймакут.
Рашид ад-Дин писал, что эти четыре племени никогда не воевали и не враждовали с Чингисханом. Он в свою очередь «никогда их не делил и никому не давал в рабство по той причине, что они не были его противниками». Они «следовали путями побратимства» и состояли в кешике Джида-нойона (Чжедая).
С этнонимом джунгуркин, предположительно, связаны следующие названия: татаро-ногайский (крымский) этноним чонгар, отделение жаунгыр арыса конграт у каракалпаков, отделение чункара рода кара-сакал поколения алимулы Младшего жуза казахов, род чонгору у маньчжуров, род жаунгыр буджакских татар.
Кроме этого с названием джунгуркин, возможно, связаны следующие топонимы: крымский топоним Чонгар (Чонгарский полуостров, Чонгарское, или Сунакское, озеро, Дип-Чонгарский кадылык, Чонгарский пролив), село Чонгар на Украине, село Чон-Гара в Узбекистане.